# Miniszteri rendelet
A miniszteri rendelet a miniszterek által alkotható legmagasabb rendű jogszabály. Általában törvényi felhatalmazás alapján hozzák meg (ami – a jogalkotásról szóló törvény szerint – egyben megalkotási kötelességet is jelent).
A miniszteri rendelet a törvényi szintű szabályozást nem igénylő, egy szakterületre/ágra kiterjedő szabályozást ír elő. Miniszteri rendelet állapítja meg pl.: a munkanapcseréket, az iskolai szüneteket és a tantervet is. A Magyar Közlöny kiadását is miniszteri rendelet szabályozza.
Miniszteri rendeletet miniszter (köztük a tárca nélküli miniszter is) természetesen csak a törvény által kijelölt jogkörében hozhat. Magyarországon – a többi jogszabályhoz hasonlóan – csak a Magyar Közlönyben való megjelenés után léphet hatályba. A kihirdetés feltétele, hogy az igazságügyi miniszter aláírásával igazolja, hogy a rendelet megfelel a jogalkotásról szóló törvény rendelkezéseinek. A Magyar Közlöny "V. A kormány tagjainak rendeletei" fejezetében jelenik meg.
Bár a jogalkotásról szóló törvény szerint miniszteri rendeletet kormányrendelet is módosíthat, a kormány ezzel a jogával ritkán él.
Hivatalos nevük tartalmazza az éven belüli sorszámukat, a kihirdetés évét, hónapját és napját, az azt hozó miniszter rövidítését és a címét, pl.: 51/2012. (XII. 21.) EMMI rendelet a kerettantervek kiadásának és jóváhagyásának rendjéről.
Éves számuk jelentősen függ a miniszter feladatkörétől: 2012-ben például a honvédelmi miniszter 23, az emberi erőforrások minisztere 58, a belügyminiszter 87, a vidékfejlesztési miniszter pedig 151 rendeletet alkotott meg.